# Ryōhei Yamazaki
Ryōhei Yamazaki (山崎 亮平 Yamazaki Ryōhei?, nacido el 14 de marzo de 1989 en Minamiuonuma, Niigata) es un futbolista japonés que se desempeña como delantero.

## Trayectoria

### Clubes
| Club            | País  | Año         |
| --------------- | ----- | ----------- |
| Júbilo Iwata    | Japón | 2007 - 2014 |
| Albirex Niigata | Japón | 2015 - 2017 |
| Kashiwa Reysol  | Japón | 2018 -      |

## Estadística de carrera

### J. League
| Club            | Año   | J. League | J. League | Copa J. League | Copa J. League | Total | Total |
| Club            | Año   | Part.     | Goles     | Part.          | Goles          | Part. | Goles |
| --------------- | ----- | --------- | --------- | -------------- | -------------- | ----- | ----- |
| Júbilo Iwata    | 2007  | 0         | 0         | 1              | 0              | 1     | 0     |
| Júbilo Iwata    | 2008  | 6         | 0         | 1              | 0              | 7     | 0     |
| Júbilo Iwata    | 2009  | 0         | 0         | 0              | 0              | 0     | 0     |
| Júbilo Iwata    | 2010  | 4         | 0         | 5              | 2              | 9     | 2     |
| Júbilo Iwata    | 2011  | 19        | 4         | 4              | 1              | 23    | 5     |
| Júbilo Iwata    | 2012  | 26        | 2         | 3              | 1              | 29    | 3     |
| Júbilo Iwata    | 2013  | 21        | 4         | 4              | 3              | 25    | 7     |
| Júbilo Iwata    | 2014  | 39        | 8         | -              | -              | 39    | 8     |
| Albirex Niigata | 2015  | 33        | 5         | 9              | 4              | 42    | 9     |
| Albirex Niigata | 2016  | 28        | 2         | 4              | 1              | 32    | 3     |
| Albirex Niigata | 2017  | 31        | 2         | 2              | 0              | 33    | 2     |
| Total           | Total | 207       | 27        | 33             | 12             | 240   | 39    |